# Severin Brüngger
Severin Brüngger, né le 18 avril 1978 à Winterthour, est une personnalité politique suisse, membre du Parti libéral-radical.
Il est élu en juin 2025 au Conseil des États lors d'une élection complémentaire à la suite de l'annulation de l'élection du socialiste Simon Stocker.

## Biographie

### Origines et famille
Severin Brüngger naît le 18 avril 1978 à Winterthour. Il a un frère, entraîneur de handball.
Il est marié, père de deux enfants et vit à Schaffhouse dans une famille recomposée.

### Formation et parcours professionnel
Severin Brüngger fait un apprentissage de mécanicien sur machines.
Il travaille comme pilote de ligne et instructeur pour la compagnie EasyJet, après avoir longtemps officié comme pilote privé pour de riches familles. Son premier emploi de pilote est auprès d'Air Kazakhstan en 2007.

### Sport
Severin Brüngger est un ancien joueur de handball en ligue nationale A et en équipe nationale.

## Parcours politique
Severin Brüngger siège au législatif de la ville de Schaffhouse depuis 2021 et au Conseil cantonal de Schaffhouse depuis 2022.
Il est élu au Conseil des États le 29 juin 2025 lors d'une élection complémentaire organisée à la suite de l'annulation par le Tribunal fédéral en mars 2025 de l'élection de 2023 du socialiste Simon Stocker pour cause de domiciliation effective hors du canton. Il s'impose contre ce dernier par 17 064 voix contre 15 575, grâce aux suffrages obtenus dans les petites communes du canton.

### Positionnement politique
Severin Brüngger est considéré comme un tenant d'une ligne dure en matière de libéralisme économique.